# ERDAS Imagine
ERDAS IMAGINE ist eine Software zur Auswertung von Fernerkundungs-Daten, speziell von Grafiken und Fotos. Das Programm analysiert Rastergrafiken und wurde von dem US-amerikanischen Unternehmen ERDAS Inc. für geostatistische und geoanalytische Anwendungen entwickelt. Das Programm erlaubt die Aufbereitung von digitalen Fernerkundungsdaten für GIS oder CAD.

## Funktionen
Die Software analysiert Rastergrafiken und wurde speziell für geostatistische und geoanalytische Anwendungen entwickelt. 2010 erschien die Version 10.1. ERDAS IMAGINE erlaubt die Aufbereitung von digitalen Fernerkundungsdaten und digitalisierten Luftbildern u. ä. für GIS oder CAD.
Grafiken und Fotos können mittels ERDAS IMAGINE mit einer Geocodierung versehen werden, das heißt, sie werden entzerrt und damit geographischen Koordinaten zugeordnet (Georeferenziert). Das Programm verfügt über Filter zur Kontraststreckungen, kann Farbkodierungen und Klassifizierungen vornehmen. Darüber hinaus können über Rechenoperationen aus den Bilddaten unterschiedlichste Ergebnisse generiert werden, vor allem bei multitemporalen Betrachtung von Gebieten ist dies notwendig (Monitoring).
Neben der Analyse von Fernerkundungsdaten kann diese Software auch Daten in räumliche Modelle umsetzen. Mittels des „Map Composition-Modul“ können die Ergebnisse der Analysen in 2D, 3D, sowie in Filme und hochwertige Karten umgesetzt werden.

## Anwender
ERDAS IMAGINE wird hauptsächlich im professionell-institutionalisierten Bereich eingesetzt. Das deutsche Luft- und Raumfahrtzentrum (DLR) arbeitet beispielsweise mit der Software. Das Programm wird im zivilen Bereich unter anderem in der Makroökologie und in der Entwicklungsforschung eingesetzt.
Grundsätzlich bietet sich das Programm für viele Anwendungsbereiche an. Beispiele für die vielfältigen Einsatzbereiche sind wissenschaftliche Fragestellungen wie nach der Landnutzungskartierung, Auswertung von klimatischen Beobachtungen der Weltmeere (Ozeanographie), der ökologischen Belastungen von aquatischen Ökosystemen (Limnologie) und bei großräumigen forstwirtschaftlichen Fragestellungen (Waldinventarisierung, Waldsterben). Zudem können morphologische und struktur-morphologische (geologische) Fragestellungen bearbeitet werden. Des Weiteren ermöglicht die Software ein großflächiges Regenwaldmonitoring und andere Anwendungen aus dem Bereich der Raumwissenschaft.